# Nuzov

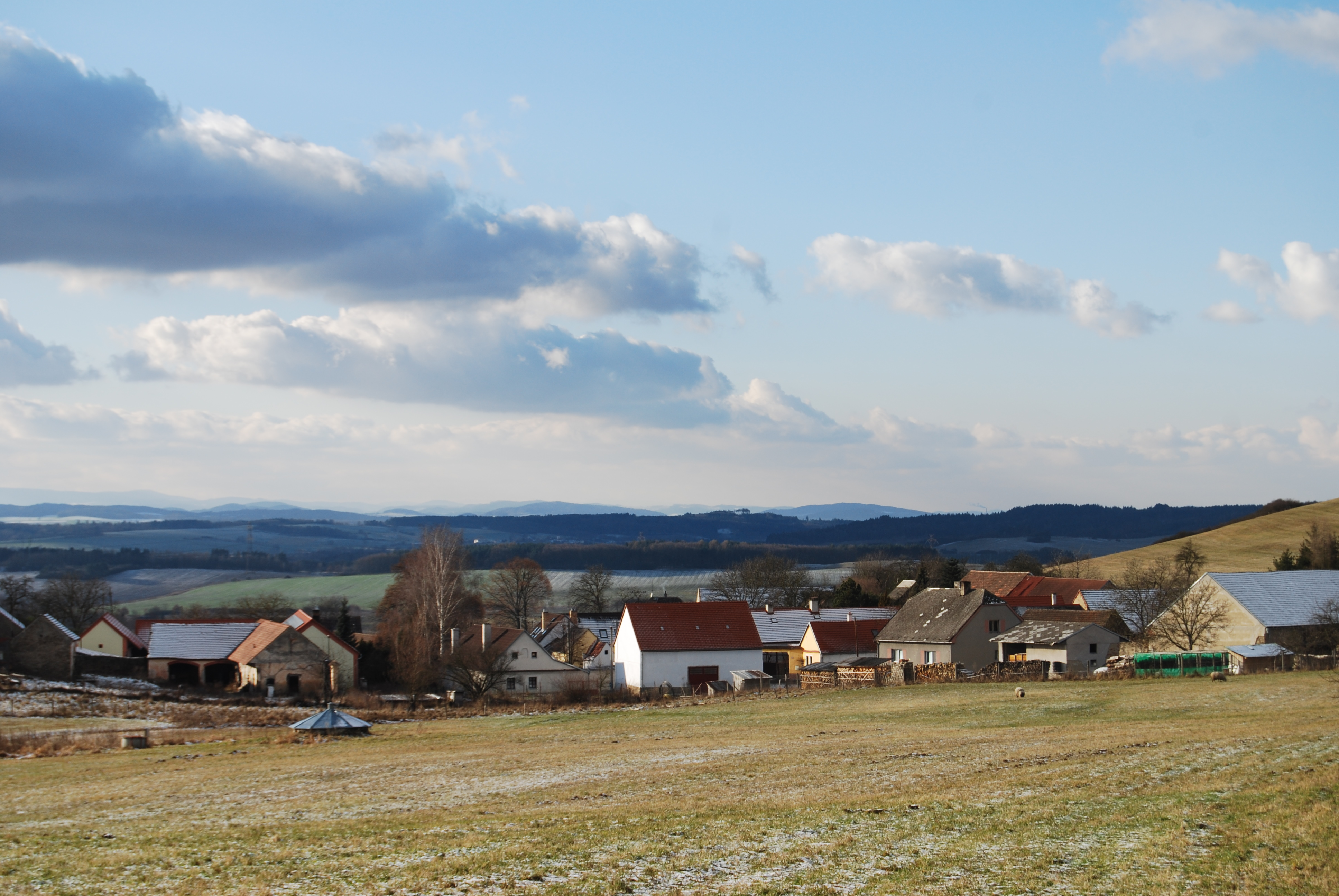
Blick auf das Dorf

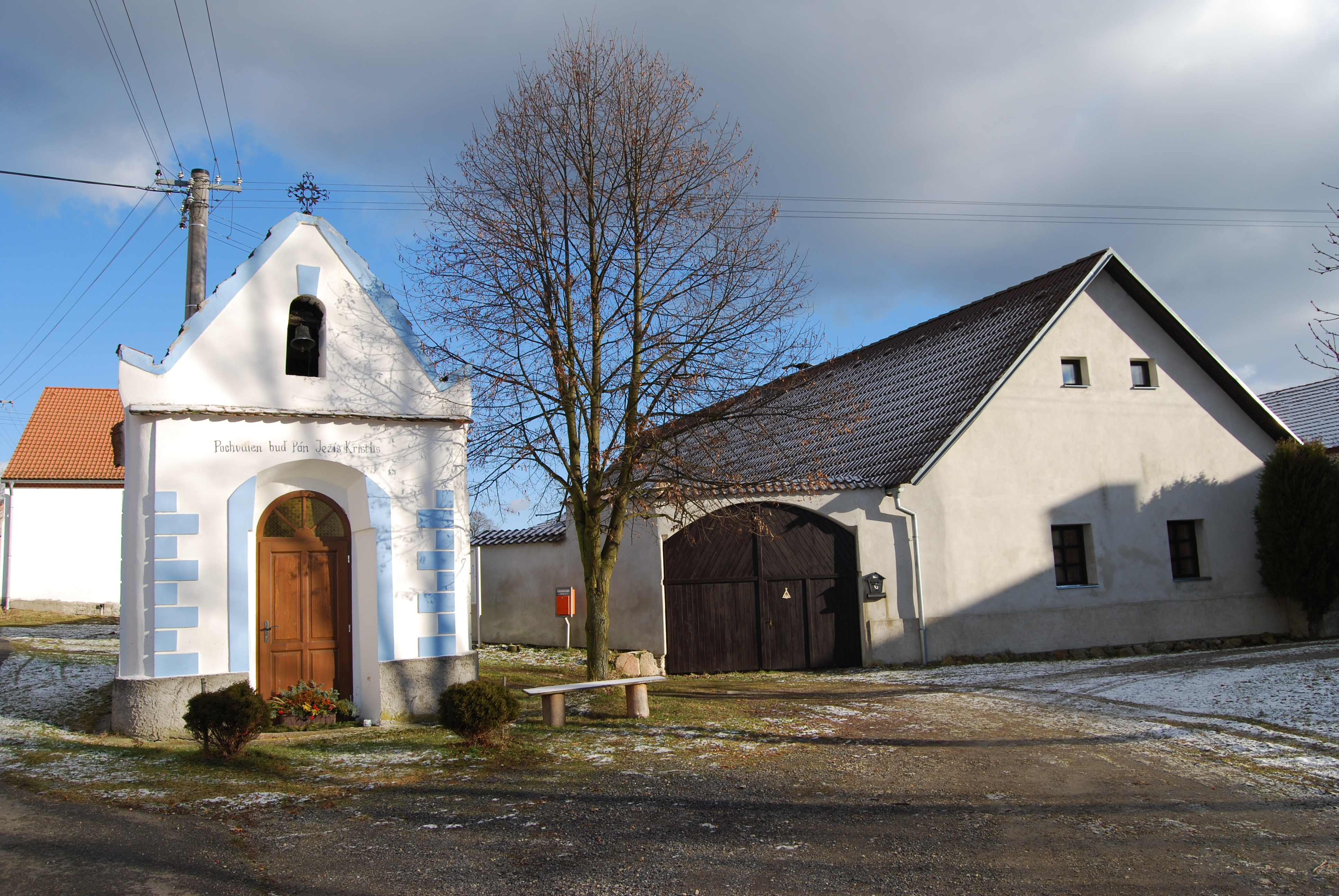
Dorfplatz mit Kapelle

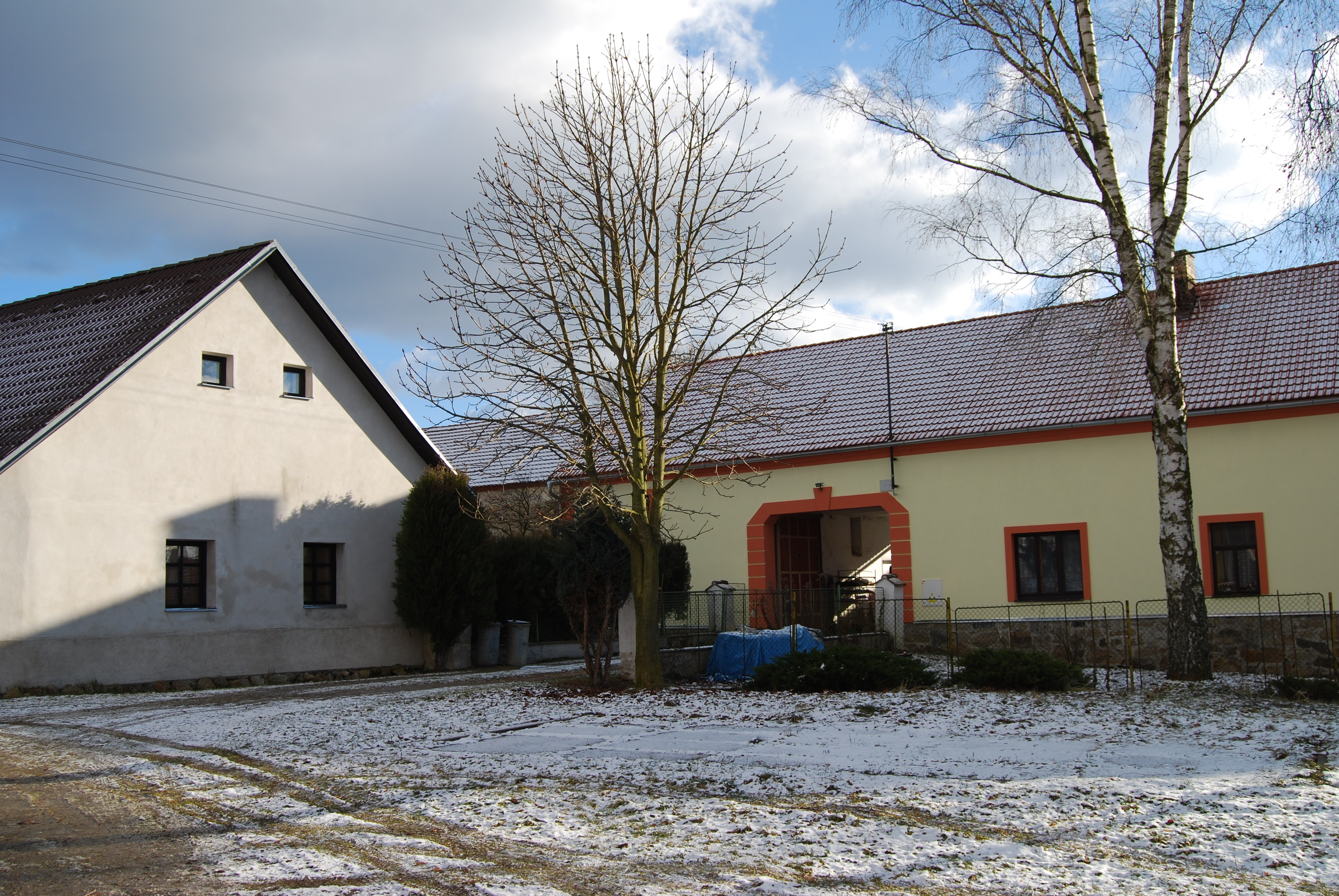
Häuser in der Ortsmitte

Nuzov (deutsch Nusow) ist ein Ortsteil der Gemeinde Paseky (Pasek) in Tschechien. Er liegt elf Kilometer südöstlich von Písek und gehört zum Okres Písek.

## Geographie
Das Straßendorf Nuzov befindet sich rechtsseitig über dem Tal des Baches Žďárský potok in den Písecké hory (Piseker Berge). Im Norden erhebt sich der Nuzovský vrch (497 m n.m.), nordöstlich der Chlum (571 m n.m.) und der Kloboučky (567 m n.m.), im Osten die Na Chybovně (544 m n.m.), der Malý Kamýk (623 m n.m.) und der Velký Kamýk (630 m n.m.), südöstlich die Hynkovna (505 m n.m.) sowie im Süden die Malá Rabyň (492 m n.m.) und die Velká Rabyň (503 m n.m.) Gegen Osten erstreckt sich der Naturpark Písecké hory.
Nachbarorte sind Kukle, Bytina und Paseky im Norden, Kopanina, Albrechtice nad Vltavou und Chlum im Nordosten, Všeteč im Osten, Všemyslice, Shon und Kaliště im Südosten, Medenice, Žďárské Chalupy und Malé Chalupy im Süden, Žďár im Südwesten, Maletice im Westen sowie Selibov und Tálín im Nordwesten.

## Geschichte
Die im Grenzgebiet zwischen den Wäldern der Königlichen Stadt Písek, der Allodialherrschaft Protiwin und dem Gut Neznašov gelegene Siedlung entstand wahrscheinlich zu Beginn des 18. Jahrhunderts an einem von Písek nach Budweis führenden Handelsweg. Die erste urkundliche Erwähnung von Nuzov erfolgte 1748. Der Hausname Mejtovna lässt darauf schließen, dass sich in dem Dorf eine Mautstelle befand. 1785 wurde der Ort – ohne Angabe der Häuserzahl – als Nuzow bezeichnet. In dem Dorf bestanden drei Ausspannen (Nr. 4, 5 und 8). Mit dem Bau der neuen Budweiser Kaiserstraße über Protiwin verlor die alte Straße über Nuzov ihre Bedeutung. 1818 wurde in Pasek eine Schule für die Kinder aus Pasek und Nusow eingerichtet, zuvor fand der Unterricht in der Myšenecer Pfarrschule statt.
Im Jahre 1837 bestand das im Prachiner Kreis gelegene Dorf Nuzow aus 13 Häusern mit 90 Einwohnern, zumeist Dominikalisten. Pfarrort war Mischenetz (Myšenec). Bis zur Mitte des 19. Jahrhunderts blieb Nuzow der Königlichen Stadt Písek untertänig.
Nach der Aufhebung der Patrimonialherrschaften bildete Nůzov / Nusow ab 1850 einen Ortsteil der Gemeinde Paseka / Pasek im Gerichtsbezirk Pisek. 1868 wurde das Dorf dem Bezirk Pisek zugeordnet. Im Jahre 1869 bestand Nůzov aus 14 Häusern und hatte 110 Einwohner. Die Kapelle wurde in der zweiten Hälfte des 19. Jahrhunderts errichtet. Im Ort gab es ein Jägerhaus (Nr. 1) und ein Hegerhaus (Nr. 3). Zum Ende des 19. Jahrhunderts wurde der Ortsname in Nuzov geändert. Im Jahre 1900 hatte Nuzov 104 Einwohner, 1910 waren es 100.
Nach dem Ersten Weltkrieg zerfiel der Vielvölkerstaat Österreich-Ungarn, Nuzov wurde 1918 Teil der neu gebildeten Tschechoslowakischen Republik. Beim Zensus von 1921 lebten in den 15 Häusern des Dorfes 88 Tschechen. 1930 lebten in den 15 Häusern von Nuzov 76 Personen. Zwischen 1939 und 1945 gehörte Nuzov / Nusow zum Protektorat Böhmen und Mähren. Nach dem Ende des Zweiten Weltkrieges kam Nuzov zur wiedererrichteten Tschechoslowakei zurück. Das letzte Gasthaus schloss 1948 nach dem Februarumsturz. 1950 lebten in den 15 Häusern von Nuzov nur noch 45 Personen. Im Zuge der Gebietsreform von 1960 erfolgte die Eingemeindung nach Tálín. Nach einem Referendum lösten sich Paseky und Nuzov zum 24. November 1990 wieder von Tálín los und bildeten die Gemeinde Paseky. 1991 lebten in den zehn Häusern des Dorfes zehn Personen. Auf einem Acker westlich des Dorfes wurde 2005 ein frühbronzezeitlicher Hortfund gemacht. Beim Zensus von 2011 hatte Nuzov acht Einwohner und bestand aus 14 Wohnhäusern.

## Ortsgliederung
Der Ortsteil Nuzov ist Teil des Katastralbezirks Paseky u Písku.

## Sehenswürdigkeiten
- Kapelle, im Ortszentrum. Sie wurde in der zweiten Hälfte des 19. Jahrhunderts errichtet.
- Gusseisernes Wegkreuz auf einem hohen Steinsockel unter einer großen Linde, östlich des Dorfes an einem Abzweig auf der Anhöhe Nuzovský vršek. Das Kreuz wurde um 1890 von Matěj Žofka aus Nuzov gestiftet, der daneben zwei Linden anpflanzte, von denen eine einging.
- Nuzovský vršek, die Anhöhe ist ein Aussichtspunkt über die Putimská pánev (Putimer Becken).